# Almorchón
Almorchón é uma pedanía do município espanhol de Cabeza del Buey, na província de Badajoz e comunidade autónoma da Estremadura. Pertence à comarca de La Serena e ao  partido judicial de Castuera.
A  estação de Almorchón foi um importante nó ferroviário.